# 烏沙科夫海軍上將林蔭路站
烏沙科夫海軍上將林蔭路站（羅馬化：Bulvar Admirala Ushakova）是莫斯科地鐵的一個車站。烏沙科夫海軍上將林蔭路站是布托沃線的車站，開通於2003年12月27日，站名取自於附近的街道。